# Žaneta Tóthová
Žaneta Tóthová, née le 6 août 1984 à Štúrovo, est une handballeuse internationale slovaque évoluant au poste de gardienne de but.

## Biographie
Žaneta Tóthová rejoint Dijon en décembre 2010 pour pallier la blessure de Eugenia-Mihaela Popovici. En 2013, elle s'engage avec Stella Sports Saint-Maur en Nationale 1. Un an plus tard, elle est rejointe par son compagnon, l'international tchèque Ondřej Šulc.
Avec la sélection de Slovaquie, Žaneta Tóthová participe au championnat d'Europe 2014 se déroulant en Hongrie et en Croatie.

## Palmarès
- Finaliste de la Coupe de France en 2013